# Керролл (округ, Індіана)
Шаблон:StateAbbr_ 40°35′ пн. ш. 86°34′ зх. д. / 40.58° пн. ш. 86.56° зх. д.
Округ Керролл (англ. Carroll County) — округ (графство) у штаті Індіана, США. Ідентифікатор округу 18015.

## Історія
Округ утворений 1828 року.

## Демографія
За даними перепису
2000 року
загальне населення округу становило 20165 осіб, зокрема міського населення було 4017, а сільського — 16148.
Серед мешканців округу чоловіків було 10060, а жінок — 10105. В окрузі було 7718 господарств, 5686 родин, які мешкали в 8675 будинках.
Середній розмір родини становив 3,04.
Віковий розподіл населення поданий у таблиці:
| Стать    | До 15 років | 15-21 | 22-29 | 30-39 | 40-49 | 50-65 | 65-85 | Понад 85 |
| -------- | ----------- | ----- | ----- | ----- | ----- | ----- | ----- | -------- |
| Чоловіки | 2302        | 895   | 961   | 1460  | 1629  | 1651  | 1065  | 97       |
| Жінки    | 2101        | 870   | 925   | 1423  | 1512  | 1630  | 1437  | 207      |

## Суміжні округи
- Кесс — північний схід
- Говард — схід
- Клінтон — південь
- Тіппікану — південний захід
- Вайт — північний захід

## Виноски
1. ↑  U.S. Decennial Census. United States Census Bureau. Архів оригіналу за 26 квітня 2015. Процитовано 10 липня 2014.
2. ↑  Historical Census Browser. University of Virginia Library. Архів оригіналу за 11 Серпня 2012. Процитовано 10 липня 2014.
3. ↑  Population of Counties by Decennial Census: 1900 to 1990. United States Census Bureau. Архів оригіналу за 4 Жовтня 2014. Процитовано 10 липня 2014.
4. ↑  Census 2000 PHC-T-4. Ranking Tables for Counties: 1990 and 2000 (PDF). United States Census Bureau. Архів оригіналу (PDF) за 18 Грудня 2014. Процитовано 10 липня 2014.
5. ↑  Carroll County QuickFacts. Бюро перепису населення США. Архів оригіналу за 8 липня 2011. Процитовано 17 вересня 2011.(англ.) Наведено за англійською вікіпедією.
6. ↑  American FactFinder. Бюро перепису населення США. Архів оригіналу за 29 липня 2011. Процитовано 31 січня 2008.

| США | Це незавершена стаття з географії США. Ви можете допомогти проєкту, виправивши або дописавши її. |